# Departamento de Sopetrán
Sopetrán fue uno de los departamentos en que se dividía el Estado Soberano de Antioquia (Colombia). Fue creado en 1867, a partir del territorio oriental del departamento de Occidente. Tenía por cabecera a la ciudad de Sopetrán. El departamento comprendía territorio de la actual región antioqueña del Occidente.

## División territorial
El departamento al momento de su creación (1867) estaba dividido en los distritos de Sopetrán, Belmira, Ebéjico, Liborina, Sabanalarga, San Jerónimo y Sucre, que fue renombrado a Sacaojal.